# Ромашково (Нижегородская область)
Рома́шково — деревня в составе городского округа г. Нижнего Новгорода. 
Входит в Новинский сельсовет, относящийся к городу областного значения Нижний Новгород.

## Население
| 1999 | 2002 | 2010 |
| ---- | ---- | ---- |
| 71   | →71  | ↘65  |

Национальный состав
Согласно результатам переписи 2002 года, в национальной структуре населения русские составляли  100% из 71 человека.